# 高雄国家体育場
国家体育場（英語：National Stadium）は台湾高雄市左営区の中海路と軍校路の交差点にあるスタジアムである。高雄市政府によりワールドゲームズ2009年大会の為に建設された。

## 概要
高雄国家体育場は開放式の競技場で40,000人席あり、最大で55,000人まで収容出来る。国際陸上競技連盟(IAAF)のクラス1取得の陸上競技場で、ソーラーエネルギーにより発電し年間1MPW（100万W）の容量がある。サッカー競技場としても台湾で二番目の国際サッカー連盟 (FIFA) 要求を満たす競技場となる予定である。現在、台湾社会人甲級サッカーリーグ所属の台湾電力足球隊がホームスタジアムとして利用している。
ワールドゲームズ2009の開会式と閉会式は本競技場で行われた。本競技場は設計と施工（design&build）を合わせた形のコンペとなり、台湾の著名なデベロッパーである互助營造が主体となり、経験豊富な竹中工務店とジョイントして、設計は建築家の伊東豊雄が行い、台湾の劉培森建築師事務所も合同してコンペを通過した。
2006年11月22日に建設を開始し、2009年1月に完成して試験運用された。ワールドゲームズ開催前に高雄市政府は2009年5月20日に「2009迎接世運之夜─ワールドゲームズメインスタジアム落成音楽会」を開催して落成を祝った。

## アクセス
- 最寄駅：高雄捷運紅線世運駅

## 命名
2008年10月24日に行政院体育委員会は本競技場の命名運動を正式に開始した。同年11月28日の締め切り後に福爾摩沙（フォルモサ）、海都、龍騰の三つの候補が残った。その中から委員会は競技場の形を考慮して「龍騰」に決定した。

## ワールドゲームズ開催種目
- フライングディスク
- 7人制ラグビー

## 未来計画
2009年5月、行政院体育委員会は、ワールドゲームズ終了後に本競技場を接収管理する予定であると発表した。同委員会は、本競技場を高雄アリーナや国家運動選手訓練センター等近隣のスポーツ施設と併せた上で、スポーツ博物館や国立台湾体育大学南部分校を建設して、国家体育園区を形成する予定であるとしている。

## ギャラリー

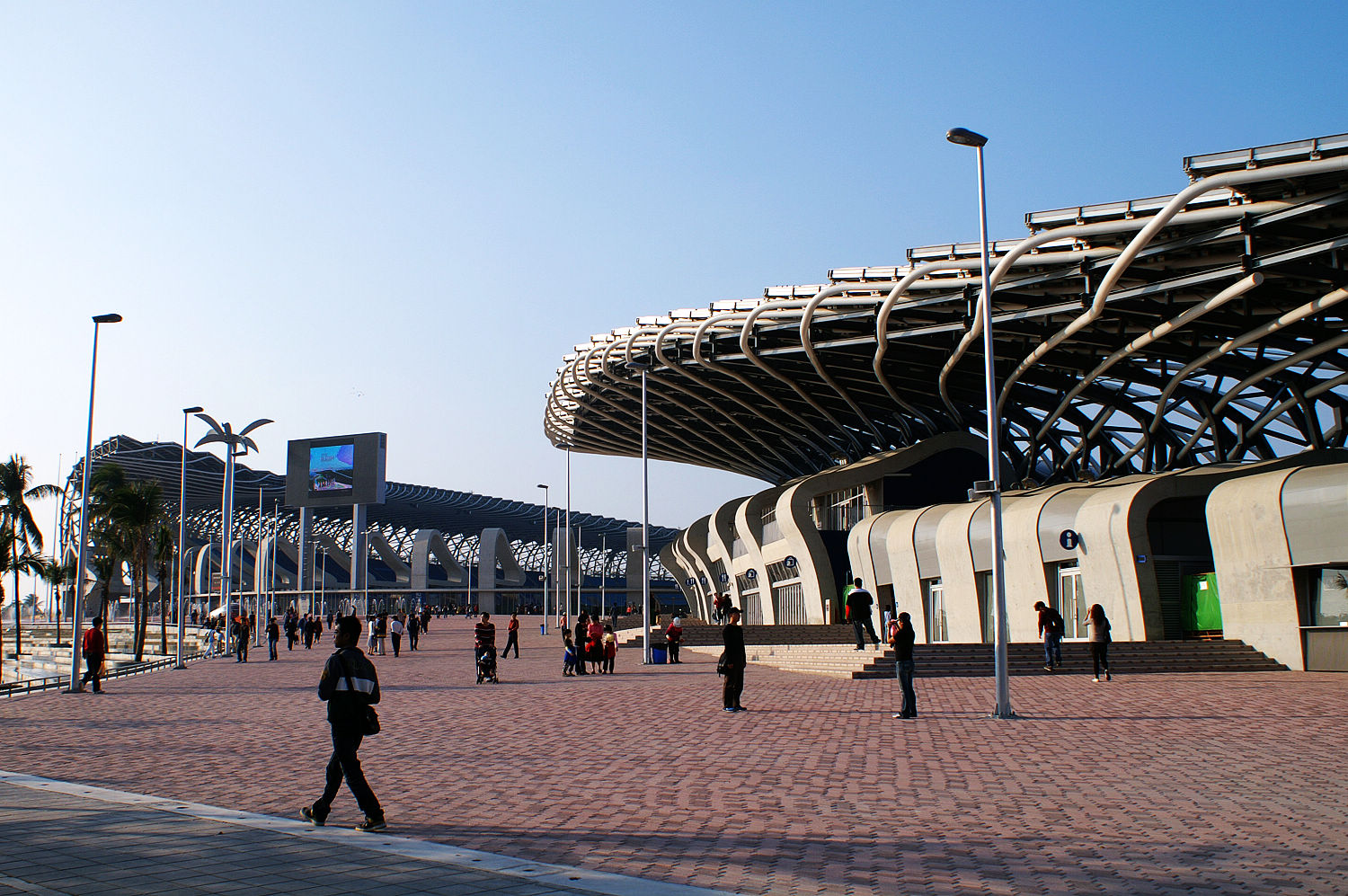
スタジアム前広場
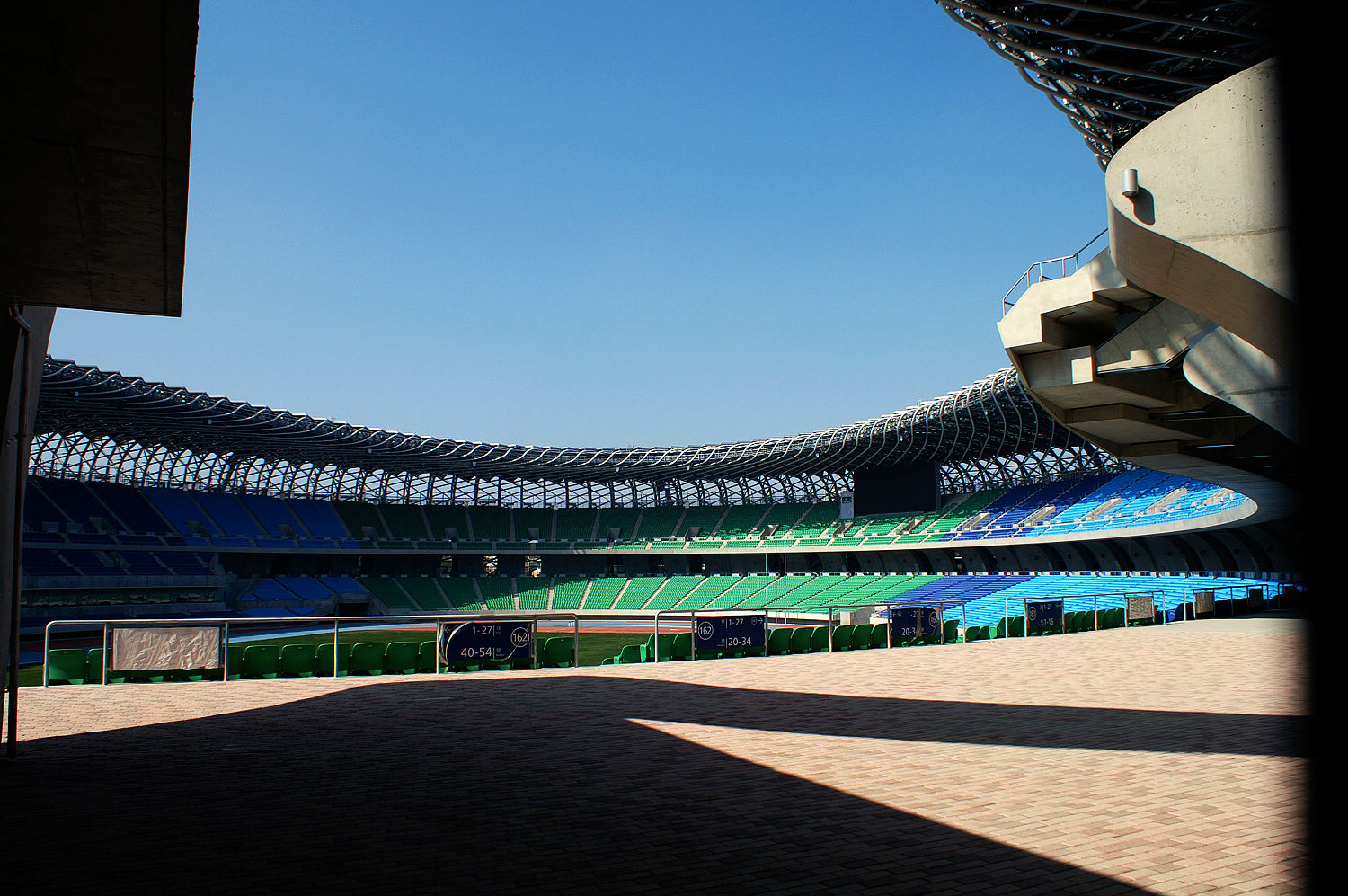
観覧席
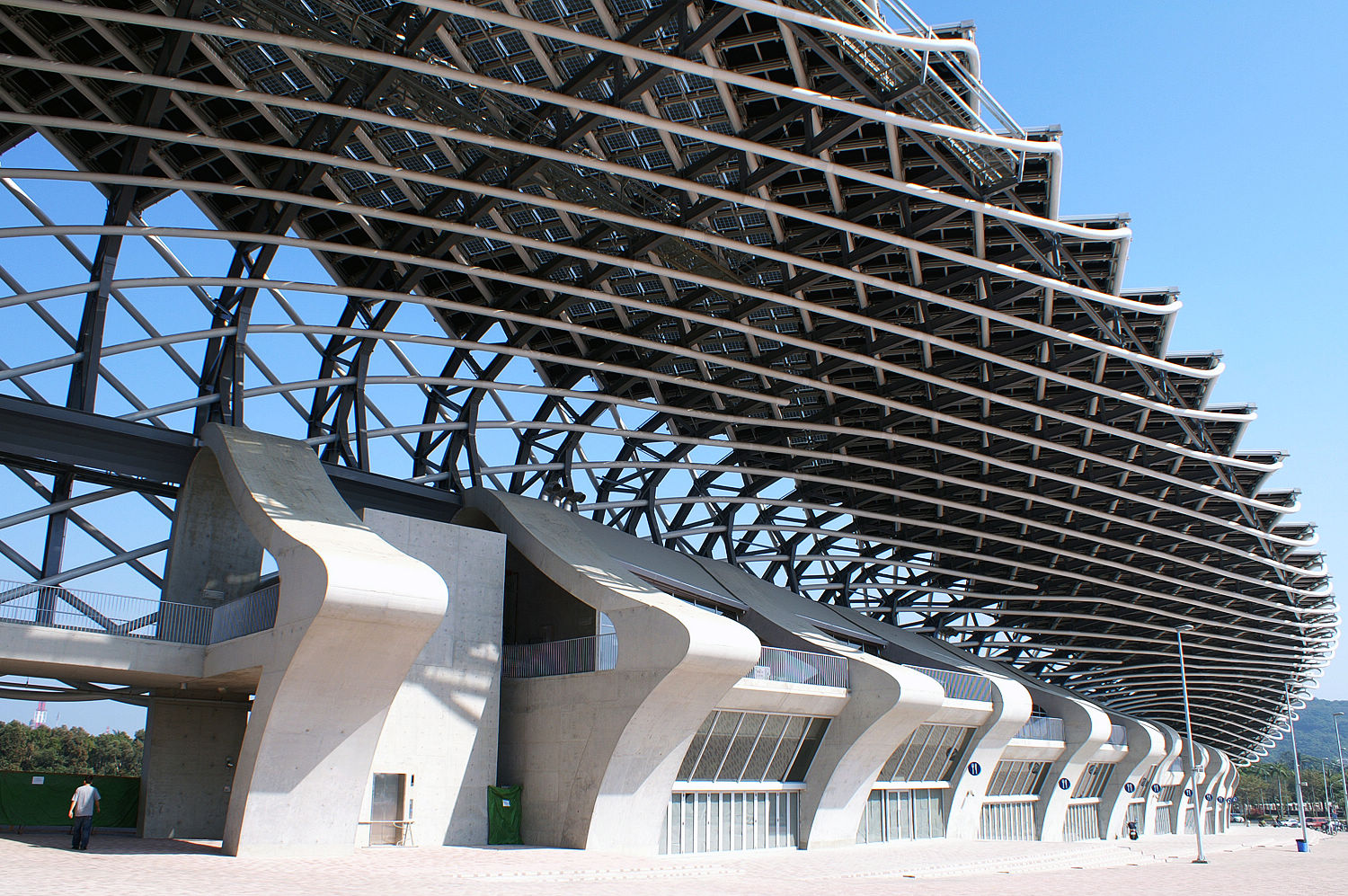
屋根構造細部
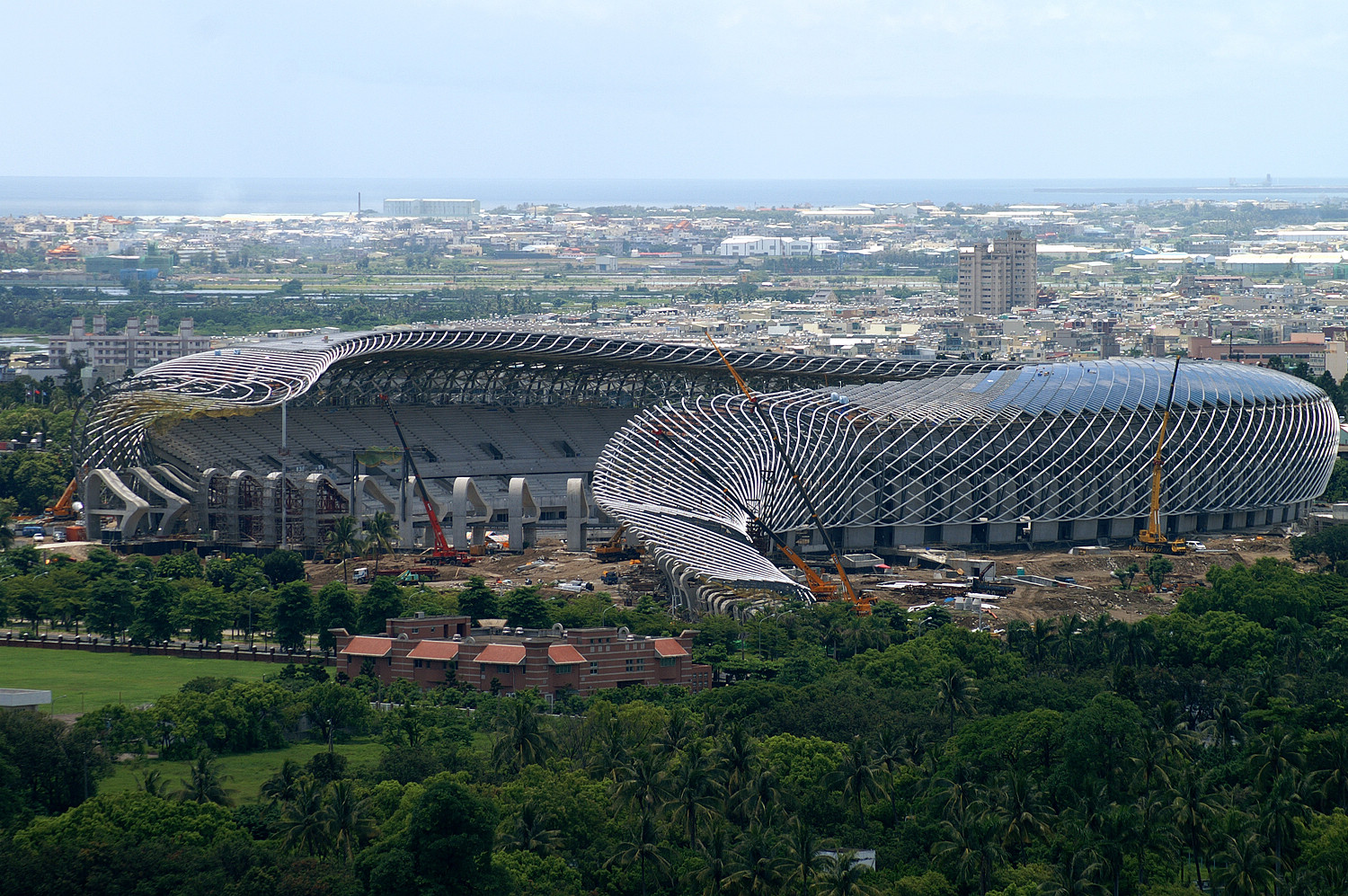
建設中（2008-07）
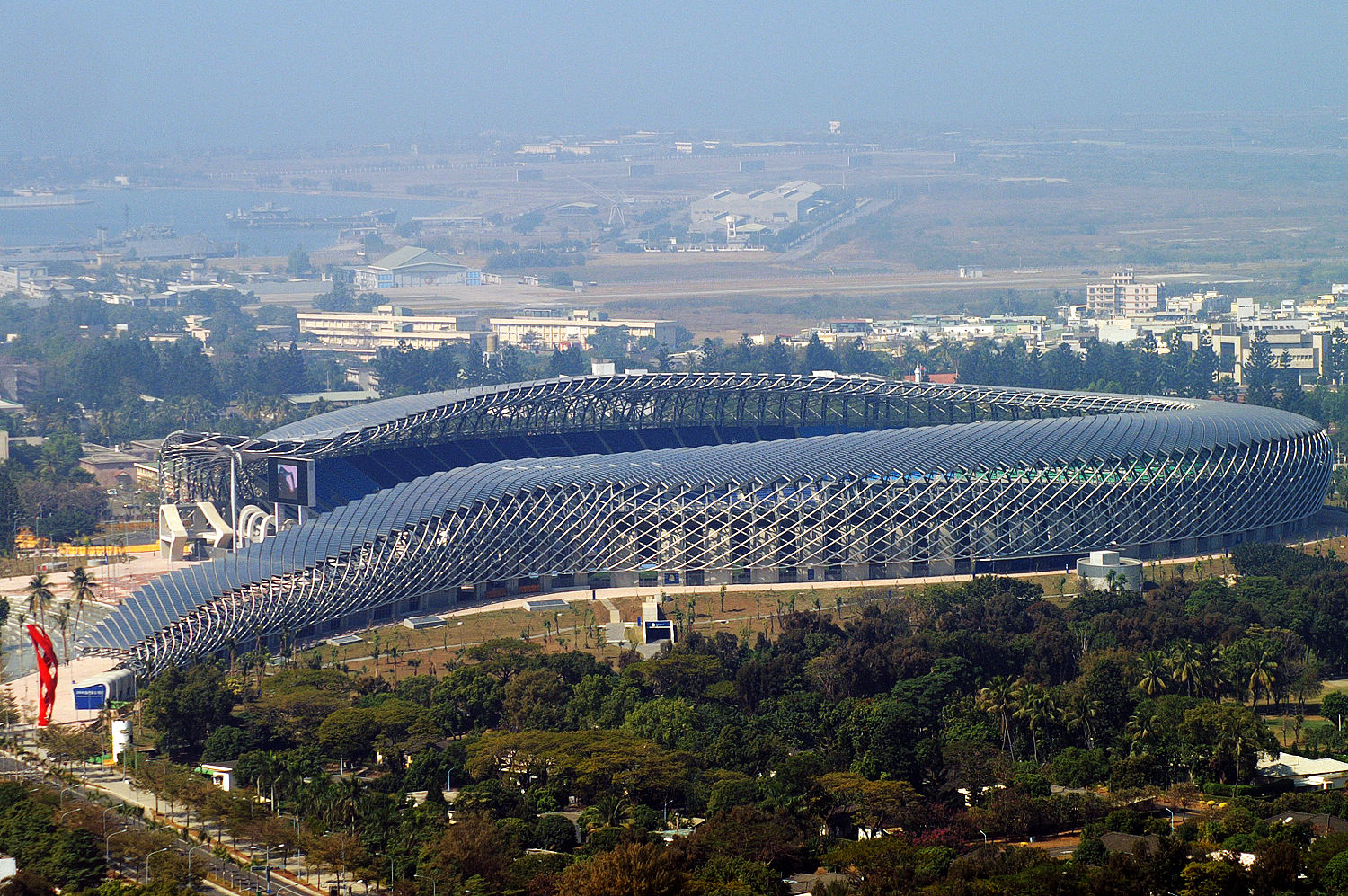
ワールドゲームズスタジアム